# CEV Champions League 2012–2013 (damer)
CEV Champions League 2012-2013 var den 53:e upplagan av volleybollturneringen CEV Champions League. Turneringen pågick mellan 23 oktober 2012 och 10 mars 2013. Totalt deltog 24 lag från CEVs medlemsförbund i turneringen. Finalspelet skedde i Istanbul, Turkiet. VakıfBank SK vann tävlingen för andra gången.

## Kvalificering
I turneringen deltog 24 lag från CEV:s 54 förbund. Hur många lag förbunden hade rätt att skicka berodde på deras rankingpoäng. Därutom delades även ett antal wild cards ut. Baserat på respektive lands rankingpoäng 2012 hade de rätt att delta med följande antal lag:
- Position 1 ( Ryssland): 3 lag
- Position 2-5 ( Frankrike,  Italien,  Polen,  Turkiet): 2 lag
- Position 6-9 ( Azerbajdzjan,  Tyskland,  Rumänien,  Serbien): 1 lag

Wild cards delades ut till Azerbajdjan (x 2), Tyskland, Italien, Polen, Tjeckien, Rumänien, Schweiz och Turkiet. Alltså kunde i slutändan Azerbajdjan, Italien, Polen, Ryssland och Turkiet delta med tre lag.

## Deltagande lag
| - Azərreyl QVK - Lokomotiv Baku - Rabita Baku - ASPTT Mulhouse - RC Cannes - Dresdner SC - Schweriner SC - Futura Volley Busto Arsizio | - Robur Tiboni Volley Urbino - Gruppo Sportivo Oratorio Pallavolo Femminile Villa Cortese - Trefl Sopot - MKS Muszyna - MKS Dąbrowa Górnicza - VK Prostějov - CS Dinamo București - CSV 2004 Tomis Constanța | - ZHVK Dinamo Kazan - ZHVK Dinamo Moskva - VK Uralochka-NTMK - OK Röda stjärnan Belgrad - Voléro Zürich - Eczacıbaşı SK - Galatasaray SK - Vakıfbank SK |

## Gruppspelsfasen
Gruppspelet lottades 29 juni 2012 i Wien.

### Grupper
| Grupp A                                                        | Grupp B                                                    | Grupp C                                                                               | Grupp D                                                             | Grupp E                                                                                     | Grupp F                                                                        |
| -------------------------------------------------------------- | ---------------------------------------------------------- | ------------------------------------------------------------------------------------- | ------------------------------------------------------------------- | ------------------------------------------------------------------------------------------- | ------------------------------------------------------------------------------ |
| - RC Cannes - VK Uralochka-NTMK - Vakıfbank SK - Voléro Zürich | - Rabita Baku - VK Prostějov - Trefl Sopot - Villa Cortese | - CS Dinamo București - Futura Volley Busto Arsizio - Galatasaray SK - ASPTT Mulhouse | - Azərreyl QVK - MKS Dąbrowa Górnicza - Dresdner SC - Eczacıbaşı SK | - CSV 2004 Tomis Constanța - ZHVK Dinamo Kazan - Schweriner SC - Robur Tiboni Volley Urbino | - Lokomotiv Baku - OK Röda stjärnan Belgrad - ZHVK Dinamo Moskva - MKS Muszyna |

### Grupp A

#### Resultat
| Datum    | Mellan                            | Resultat | Set   | Set   | Set   | Set   | Set   | Poäng totalt | Speltid | Åskådare |
| Datum    | Mellan                            | Resultat | 1     | 2     | 3     | 4     | 5     | Poäng totalt | Speltid | Åskådare |
| -------- | --------------------------------- | -------- | ----- | ----- | ----- | ----- | ----- | ------------ | ------- | -------- |
| 23-10-12 | Vakıfbank SK - Voléro Zürich      | 3 - 0    | 25:16 | 25:16 | 25:16 |       |       | 75 - 48      | 1h:12   | 1.300    |
| 24-10-12 | RC Cannes - VK Uralochka-NTMK     | 2 - 3    | 25:20 | 23:25 | 20:25 | 27:25 | 7:15  | 102 - 110    | 1h:56   | 2.100    |
| 31-10-12 | Voléro Zürich - RC Cannes         | 0 - 3    | 22:25 | 19:25 | 22:25 |       |       | 63 - 75      | 1h:19   | 850      |
| 01-11-12 | VK Uralochka-NTMK - Vakıfbank SK  | 1 - 3    | 23:25 | 25:22 | 24:26 | 13:25 |       | 85 - 98      | 1h:42   | 2.500    |
| 14-11-12 | Vakıfbank SK - RC Cannes          | 3 - 0    | 25:17 | 25:14 | 25:21 |       |       | 75 - 52      | 1h:13   | 1.200    |
| 14-11-12 | Voléro Zürich - VK Uralochka-NTMK | 2 - 3    | 25:21 | 25:23 | 21:25 | 17:25 | 9:15  | 97 - 109     | 2h:03   | 920      |
| 21-11-12 | VK Uralochka-NTMK - Voléro Zürich | 3 - 0    | 25:22 | 25:18 | 25:19 |       |       | 75 - 59      | 1h:14   | 2.200    |
| 21-11-12 | RC Cannes - Vakıfbank SK          | 2 - 3    | 25:22 | 25:16 | 20:25 | 15:25 | 11:15 | 96 - 103     | 1h:59   | 2.950    |
| 04-12-12 | RC Cannes - Voléro Zürich         | 3 - 1    | 25:15 | 25:20 | 20:25 | 25:22 |       | 95 - 82      | 1h:45   | 2.185    |
| 05-12-12 | Vakıfbank SK - VK Uralochka-NTMK  | 3 - 1    | 25:20 | 23:25 | 25:20 | 25:21 |       | 98 - 86      | 1h:40   | 1.100    |
| 11-12-12 | VK Uralochka-NTMK - RC Cannes     | 2 - 3    | 25:20 | 23:25 | 25:21 | 12:25 | 3:15  | 88 - 106     | 1h:45   | 3.500    |
| 11-12-12 | Voléro Zürich - Vakıfbank SK      | 2 - 3    | 26:24 | 21:25 | 18:25 | 25:21 | 7:15  | 97 - 110     | 2h:04   | 1.000    |

#### Sluttabell
| Pos | Lag               | Poäng | Matcher | Matcher | Matcher   | Set   | Set       | Kvot  | Poäng | Poäng     | Kvot  |
| Pos | Lag               | Poäng | Spelade | Vunna   | Förlorade | Vunna | Förlorade | Kvot  | Vunna | Förlorade | Kvot  |
| --- | ----------------- | ----- | ------- | ------- | --------- | ----- | --------- | ----- | ----- | --------- | ----- |
| 1   | Vakıfbank SK      | 16    | 6       | 6       | 0         | 18    | 6         | 3.000 | 559   | 464       | 1.205 |
| 2   | RC Cannes         | 10    | 6       | 3       | 3         | 13    | 12        | 1.083 | 526   | 521       | 1.010 |
| 3   | VK Uralochka-NTMK | 8     | 6       | 3       | 3         | 13    | 13        | 1.000 | 553   | 560       | 0.987 |
| 4   | Voléro Zürich     | 2     | 6       | 0       | 6         | 5     | 18        | 0.278 | 446   | 539       | 0.827 |

### Grupp B

#### Resultat
| Datum    | Mellan                                                                    | Resultat | Set   | Set   | Set   | Set   | Set | Poäng totalt | Speltid | Åskådare |
| Datum    | Mellan                                                                    | Resultat | 1     | 2     | 3     | 4     | 5   | Poäng totalt | Speltid | Åskådare |
| -------- | ------------------------------------------------------------------------- | -------- | ----- | ----- | ----- | ----- | --- | ------------ | ------- | -------- |
| 24-10-12 | Gruppo Sportivo Oratorio Pallavolo Femminile Villa Cortese - Trefl Sopot  | 3 - 1    | 25:16 | 26:24 | 21:25 | 25:23 |     | 97 - 88      | 1h:51   | 930      |
| 24-10-12 | VK Prostějov - Rabita Baku                                                | 0 - 3    | 21:25 | 23:25 | 13:25 |       |     | 57 - 75      | 1h:18   | 1.000    |
| 30-10-12 | Trefl Sopot - VK Prostějov                                                | 3 - 0    | 26:24 | 25:17 | 25:16 |       |     | 76 - 57      | 1h:14   | -        |
| 01-11-12 | Rabita Baku - Gruppo Sportivo Oratorio Pallavolo Femminile Villa Cortese  | 3 - 1    | 25:15 | 22:25 | 25:21 | 25:22 |     | 97 - 83      | 1h:51   | 2.000    |
| 13-11-12 | Trefl Sopot - Rabita Baku                                                 | 0 - 3    | 19:25 | 22:25 | 25:27 |       |     | 66 - 77      | 1h:26   | 2.200    |
| 14-11-12 | Gruppo Sportivo Oratorio Pallavolo Femminile Villa Cortese - VK Prostějov | 3 - 1    | 25:23 | 25:19 | 22:25 | 25:22 |     | 97 - 89      | 1h:47   | 700      |
| 21-11-12 | VK Prostějov - Gruppo Sportivo Oratorio Pallavolo Femminile Villa Cortese | 0 - 3    | 15:25 | 18:25 | 19:25 |       |     | 52 - 75      | 1h:09   | 1.100    |
| 22-11-12 | Rabita Baku - Trefl Sopot                                                 | 3 - 1    | 25:11 | 23:25 | 27:25 | 25:21 |     | 100 - 82     | 1h:45   | 2.000    |
| 05-12-12 | VK Prostějov - Trefl Sopot                                                | 0 - 3    | 15:25 | 16:25 | 24:26 |       |     | 55 - 76      | 1h:13   | 1.000    |
| 05-12-12 | Gruppo Sportivo Oratorio Pallavolo Femminile Villa Cortese - Rabita Baku  | 1 - 3    | 20:25 | 13:25 | 25:15 | 20:25 |     | 78 - 90      | 1h:43   | 1.100    |
| 11-12-12 | Rabita Baku - VK Prostějov                                                | 3 - 0    | 25:17 | 25:23 | 25:15 |       |     | 75 - 55      | 1h:14   | 1.300    |
| 11-12-12 | Trefl Sopot - Gruppo Sportivo Oratorio Pallavolo Femminile Villa Cortese  | 3 - 0    | 25:21 | 25:18 | 25:15 |       |     | 75 - 54      | 1h:16   | 2.050    |

#### Sluttabell
| Pos | Lag                                                        | Poäng | Matcher | Matcher | Matcher   | Set   | Set       | Kvot  | Poäng | Poäng     | Kvot  |
| Pos | Lag                                                        | Poäng | Spelade | Vunna   | Förlorade | Vunna | Förlorade | Kvot  | Vunna | Förlorade | Kvot  |
| --- | ---------------------------------------------------------- | ----- | ------- | ------- | --------- | ----- | --------- | ----- | ----- | --------- | ----- |
| 1   | Rabita Baku                                                | 18    | 6       | 6       | 0         | 18    | 3         | 6.000 | 514   | 421       | 1.221 |
| 2   | Trefl Sopot                                                | 9     | 6       | 3       | 3         | 11    | 9         | 1.222 | 463   | 440       | 1.052 |
| 3   | Gruppo Sportivo Oratorio Pallavolo Femminile Villa Cortese | 9     | 6       | 3       | 3         | 11    | 11        | 1.000 | 484   | 491       | 0.986 |
| 4   | VK Prostějov                                               | 0     | 6       | 0       | 6         | 1     | 18        | 0.056 | 365   | 474       | 0.770 |

### Grupp C

#### Resultat
| Datum    | Mellan                                            | Resultat | Set   | Set   | Set   | Set   | Set   | Poäng totalt | Speltid | Åskådare |
| Datum    | Mellan                                            | Resultat | 1     | 2     | 3     | 4     | 5     | Poäng totalt | Speltid | Åskådare |
| -------- | ------------------------------------------------- | -------- | ----- | ----- | ----- | ----- | ----- | ------------ | ------- | -------- |
| 24-10-12 | CS Dinamo București - Futura Volley Busto Arsizio | 1 - 3    | 23:25 | 15:25 | 25:14 | 22:25 |       | 85 - 89      | 1h:38   | 1.050    |
| 25-10-12 | Galatasaray SK - ASPTT Mulhouse                   | 3 - 1    | 18:25 | 25:19 | 25:15 | 25:23 |       | 93 - 82      | 1h:39   | 1.500    |
| 30-10-12 | ASPTT Mulhouse - CS Dinamo București              | 3 - 1    | 25:23 | 25:12 | 23:25 | 25:15 |       | 98 - 75      | 1h:39   | 2.800    |
| 01-11-12 | Futura Volley Busto Arsizio - Galatasaray SK      | 1 - 3    | 19:25 | 25:20 | 22:25 | 20:25 |       | 86 - 95      | 1h:42   | 4.380    |
| 13-11-12 | ASPTT Mulhouse - Futura Volley Busto Arsizio      | 1 - 3    | 19:25 | 28:30 | 25:20 | 20:25 |       | 92 - 100     | 2h:01   | 3.100    |
| 15-11-12 | Galatasaray SK - CS Dinamo București              | 2 - 3    | 25:21 | 23:25 | 25:18 | 14:25 | 10:15 | 97 - 104     | 1h:42   | 1.647    |
| 20-11-12 | CS Dinamo București - Galatasaray SK              | 1 - 3    | 25:21 | 13:25 | 13:25 | 24:26 |       | 75 - 97      | 1h:29   | 1.200    |
| 22-11-12 | Futura Volley Busto Arsizio - ASPTT Mulhouse      | 3 - 0    | 25:13 | 25:20 | 25:17 |       |       | 75 - 50      | 1h:18   | 2.906    |
| 05-12-12 | CS Dinamo București - ASPTT Mulhouse              | 3 - 1    | 23:25 | 25:14 | 25:20 | 25:13 |       | 98 - 72      | 1h:32   | 800      |
| 06-12-12 | Galatasaray SK - Futura Volley Busto Arsizio      | 3 - 2    | 23:25 | 25:19 | 25:18 | 19:25 | 15:13 | 107 - 100    | 2h:00   | 850      |
| 11-12-12 | Futura Volley Busto Arsizio - CS Dinamo București | 3 - 0    | 25:21 | 26:24 | 25:11 |       |       | 76 - 56      | 1h:17   | 2.810    |
| 11-12-12 | ASPTT Mulhouse - Galatasaray SK                   | 0 - 3    | 22:25 | 13:25 | 18:25 |       |       | 53 - 75      | 1h:10   | 2.600    |

#### Sluttabell
| Pos | Lag                         | Poäng | Matcher | Matcher | Matcher   | Set   | Set       | Kvot  | Poäng | Poäng     | Kvot  |
| Pos | Lag                         | Poäng | Spelade | Vunna   | Förlorade | Vunna | Förlorade | Kvot  | Vunna | Förlorade | Kvot  |
| --- | --------------------------- | ----- | ------- | ------- | --------- | ----- | --------- | ----- | ----- | --------- | ----- |
| 1   | Galatasaray SK              | 15    | 6       | 5       | 1         | 17    | 8         | 2.125 | 564   | 500       | 1.128 |
| 2   | Futura Volley Busto Arsizio | 13    | 6       | 4       | 2         | 15    | 8         | 1.875 | 526   | 485       | 1.084 |
| 3   | CS Dinamo București         | 5     | 6       | 2       | 4         | 9     | 15        | 0.600 | 493   | 529       | 0.932 |
| 4   | ASPTT Mulhouse              | 3     | 6       | 1       | 5         | 6     | 16        | 0.375 | 447   | 516       | 0.866 |

### Grupp D

#### Resultat
| Datum    | Mellan                               | Resultat | Set   | Set   | Set   | Set   | Set   | Poäng totalt | Speltid | Åskådare |
| Datum    | Mellan                               | Resultat | 1     | 2     | 3     | 4     | 5     | Poäng totalt | Speltid | Åskådare |
| -------- | ------------------------------------ | -------- | ----- | ----- | ----- | ----- | ----- | ------------ | ------- | -------- |
| 24-10-12 | Azərreyl QVK - Dresdner SC           | 3 - 1    | 23:25 | 25:14 | 25:14 | 25:17 |       | 98 - 70      | 1h:42   | 1.400    |
| 24-10-12 | MKS Dąbrowa Górnicza - Eczacıbaşı SK | 1 - 3    | 25:20 | 22:25 | 16:25 | 21:25 |       | 84 - 95      | 1h:44   | 2.100    |
| 31-10-12 | Eczacıbaşı SK - Azərreyl QVK         | 3 - 0    | 25:22 | 25:23 | 25:12 |       |       | 75 - 57      | 1h:17   | 1.300    |
| 31-10-12 | Dresdner SC - MKS Dąbrowa Górnicza   | 3 - 2    | 25:21 | 19:25 | 26:24 | 21:25 | 15:12 | 106 - 107    | 2h:02   | 2.134    |
| 14-11-12 | Azərreyl QVK - MKS Dąbrowa Górnicza  | 3 - 1    | 22:25 | 25:12 | 25:20 | 25:17 |       | 97 - 74      | 1h:45   | 1.000    |
| 14-11-12 | Dresdner SC - Eczacıbaşı SK          | 0 - 3    | 24:26 | 19:25 | 14:25 |       |       | 57 - 76      | 1h:18   | 1.917    |
| 20-11-12 | MKS Dąbrowa Górnicza - Azərreyl QVK  | 3 - 2    | 18:25 | 20:25 | 25:10 | 25:23 | 15:13 | 103 - 96     | 2h:01   | 1.250    |
| 22-11-12 | Eczacıbaşı SK - Dresdner SC          | 3 - 2    | 23:25 | 25:18 | 23:25 | 25:22 | 15:12 | 111 - 102    | 2h:03   | 917      |
| 04-12-12 | MKS Dąbrowa Górnicza - Dresdner SC   | 3 - 0    | 27:25 | 25:17 | 25:23 |       |       | 77 - 65      | 1h:21   | 1.500    |
| 05-12-12 | Azərreyl QVK - Eczacıbaşı SK         | 1 - 3    | 25:23 | 21:25 | 16:25 | 21:25 |       | 83 - 98      | 1h:45   | 1.500    |
| 11-12-12 | Eczacıbaşı SK - MKS Dąbrowa Górnicza | 3 - 1    | 23:25 | 26:24 | 25:19 | 26:24 |       | 100 - 92     | 1h:51   | 870      |
| 11-12-12 | Dresdner SC - Azərreyl QVK           | 3 - 1    | 26:24 | 25:23 | 15:25 | 25:22 |       | 91 - 94      | 1h:47   | 2.075    |

#### Sluttabell
| Pos | Lag                  | Poäng | Matcher | Matcher | Matcher   | Set   | Set       | Kvot  | Poäng | Poäng     | Kvot  |
| Pos | Lag                  | Poäng | Spelade | Vunna   | Förlorade | Vunna | Förlorade | Kvot  | Vunna | Förlorade | Kvot  |
| --- | -------------------- | ----- | ------- | ------- | --------- | ----- | --------- | ----- | ----- | --------- | ----- |
| 1   | Eczacıbaşı SK        | 17    | 6       | 6       | 0         | 18    | 5         | 3.600 | 555   | 475       | 1.168 |
| 2   | Azərreyl QVK         | 7     | 6       | 2       | 4         | 10    | 14        | 0.714 | 525   | 511       | 1.027 |
| 3   | MKS Dąbrowa Górnicza | 6     | 6       | 2       | 4         | 11    | 14        | 0.786 | 537   | 559       | 0.961 |
| 4   | Dresdner SC          | 6     | 6       | 2       | 4         | 9     | 15        | 0.600 | 491   | 563       | 0.872 |

### Grupp E

#### Resultat
| Datum    | Mellan                                                | Resultat | Set   | Set   | Set   | Set   | Set   | Poäng totalt | Speltid | Åskådare |
| Datum    | Mellan                                                | Resultat | 1     | 2     | 3     | 4     | 5     | Poäng totalt | Speltid | Åskådare |
| -------- | ----------------------------------------------------- | -------- | ----- | ----- | ----- | ----- | ----- | ------------ | ------- | -------- |
| 23-10-12 | Robur Tiboni Volley Urbino - CSV 2004 Tomis Constanța | 1 - 3    | 24:26 | 17:25 | 25:20 | 19:25 |       | 85 - 96      | 1h:41   | 700      |
| 24-10-12 | Schweriner SC - ZHVK Dinamo Kazan                     | 3 - 2    | 21:25 | 25:14 | 25:23 | 21:25 | 15:13 | 107 - 100    | 1h:46   | 1.013    |
| 30-10-12 | CSV 2004 Tomis Constanța - Schweriner SC              | 3 - 2    | 25:11 | 29:27 | 16:25 | 21:25 | 17:15 | 108 - 103    | 2h:06   | 1.500    |
| 31-10-12 | ZHVK Dinamo Kazan - Robur Tiboni Volley Urbino        | 3 - 0    | 25:19 | 25:13 | 25:14 |       |       | 75 - 46      | 1h:13   | 2.400    |
| 13-11-12 | Robur Tiboni Volley Urbino - Schweriner SC            | 3 - 1    | 25:20 | 25:22 | 21:25 | 25:16 |       | 96 - 83      | 1h:44   | 823      |
| 13-11-12 | CSV 2004 Tomis Constanța - ZHVK Dinamo Kazan          | 0 - 3    | 15:25 | 12:25 | 18:25 |       |       | 45 - 75      | 1h:15   | 1.200    |
| 21-11-12 | ZHVK Dinamo Kazan - CSV 2004 Tomis Constanța          | 3 - 0    | 26:24 | 25:19 | 25:17 |       |       | 76 - 60      | 1h:18   | 2.000    |
| 21-11-12 | Schweriner SC - Robur Tiboni Volley Urbino            | 3 - 0    | 25:21 | 25:6  | 25:19 |       |       | 75 - 43      | 1h:07   | 1.310    |
| 04-12-12 | Robur Tiboni Volley Urbino - ZHVK Dinamo Kazan        | 0 - 3    | 26:28 | 21:25 | 17:25 |       |       | 64 - 78      | 1h:23   | 880      |
| 05-12-12 | Schweriner SC - CSV 2004 Tomis Constanța              | 3 - 0    | 25:22 | 25:23 | 25:15 |       |       | 75 - 60      | 1h:16   | 1.310    |
| 11-12-12 | ZHVK Dinamo Kazan - Schweriner SC                     | 0 - 3    | 16:25 | 17:25 | 19:25 |       |       | 52 - 75      | 1h:09   | 1.500    |
| 11-12-12 | CSV 2004 Tomis Constanța - Robur Tiboni Volley Urbino | 3 - 2    | 25:22 | 25:13 | 18:25 | 22:25 | 15:13 | 105 - 98     | 1h:53   | 1.321    |

#### Sluttabell
| Pos | Lag                        | Poäng | Matcher | Matcher | Matcher   | Set   | Set       | Kvot  | Poäng | Poäng     | Kvot  |
| Pos | Lag                        | Poäng | Spelade | Vunna   | Förlorade | Vunna | Förlorade | Kvot  | Vunna | Förlorade | Kvot  |
| --- | -------------------------- | ----- | ------- | ------- | --------- | ----- | --------- | ----- | ----- | --------- | ----- |
| 1   | ZHVK Dinamo Kazan          | 13    | 6       | 4       | 2         | 14    | 6         | 2.333 | 456   | 397       | 1.149 |
| 2   | Schweriner SC              | 12    | 6       | 4       | 2         | 15    | 8         | 1.875 | 518   | 462       | 1.121 |
| 3   | CSV 2004 Tomis Constanța   | 7     | 6       | 3       | 3         | 9     | 14        | 0.643 | 474   | 512       | 0.926 |
| 4   | Robur Tiboni Volley Urbino | 4     | 6       | 1       | 5         | 6     | 16        | 0.375 | 435   | 512       | 0.850 |

### Grupp F

#### Resultat
| Datum    | Mellan                                        | Resultat | Set   | Set   | Set   | Set   | Set   | Poäng totalt | Speltid | Åskådare |
| Datum    | Mellan                                        | Resultat | 1     | 2     | 3     | 4     | 5     | Poäng totalt | Speltid | Åskådare |
| -------- | --------------------------------------------- | -------- | ----- | ----- | ----- | ----- | ----- | ------------ | ------- | -------- |
| 23-10-12 | OK Röda stjärnan Belgrad - Lokomotiv Baku     | 2 - 3    | 14:25 | 27:25 | 25:23 | 17:25 | 11:15 | 94 - 113     | 2h:06   | 200      |
| 24-10-12 | ZHVK Dinamo Moskva - MKS Muszyna              | 3 - 2    | 24:26 | 25:21 | 25:18 | 20:25 | 15:12 | 109 - 102    | 1h:02   | 1.400    |
| 31-10-12 | Lokomotiv Baku - ZHVK Dinamo Moskva           | 3 - 0    | 25:20 | 25:18 | 25:13 |       |       | 75 - 51      | 1h:19   | 1.600    |
| 31-10-12 | MKS Muszyna - OK Röda stjärnan Belgrad        | 3 - 0    | 25:13 | 25:15 | 25:15 |       |       | 75 - 43      | 1h:01   | 780      |
| 15-11-12 | ZHVK Dinamo Moskva - OK Röda stjärnan Belgrad | 3 - 1    | 25:13 | 25:17 | 23:25 | 25:14 |       | 98 - 69      | 1h:33   | 2.000    |
| 15-11-12 | MKS Muszyna - Lokomotiv Baku                  | 1 - 3    | 20:25 | 25:11 | 17:25 | 15:25 |       | 77 - 86      | 1h:37   | 1.000    |
| 20-11-12 | OK Röda stjärnan Belgrad - ZHVK Dinamo Moskva | 1 - 3    | 26:24 | 18:25 | 16:25 | 20:25 |       | 80 - 99      | 1h:38   | 590      |
| 21-11-12 | Lokomotiv Baku - MKS Muszyna                  | 3 - 2    | 25:22 | 22:25 | 25:19 | 20:25 | 15:6  | 107 - 97     | 2h:02   | 1.200    |
| 04-12-12 | OK Röda stjärnan Belgrad - MKS Muszyna        | 0 - 3    | 19:25 | 17:25 | 20:25 |       |       | 56 - 75      | 1h:12   | 1.800    |
| 06-12-12 | ZHVK Dinamo Moskva - Lokomotiv Baku           | 3 - 2    | 22:25 | 21:25 | 25:14 | 25:22 | 15:12 | 108- 98      | 2h:11   | 1.400    |
| 11-12-12 | Lokomotiv Baku - OK Röda stjärnan Belgrad     | 3 - 0    | 25:21 | 25:13 | 25:17 |       |       | 75 -51       | 1h:14   | 1.200    |
| 11-12-12 | MKS Muszyna - ZHVK Dinamo Moskva              | 2 - 3    | 25:21 | 28:30 | 25:17 | 16:25 | 10:15 | 104 - 108    | 1h:58   | 1.000    |

#### Sluttabell
| Pos | Lag                      | Poäng | Matcher | Matcher | Matcher   | Set   | Set       | Kvot  | Poäng | Poäng     | Kvot  |
| Pos | Lag                      | Poäng | Spelade | Vunna   | Förlorade | Vunna | Förlorade | Kvot  | Vunna | Förlorade | Kvot  |
| --- | ------------------------ | ----- | ------- | ------- | --------- | ----- | --------- | ----- | ----- | --------- | ----- |
| 1   | Lokomotiv Baku           | 14    | 6       | 5       | 1         | 17    | 8         | 2.125 | 554   | 478       | 1.159 |
| 2   | ZHVK Dinamo Moskva       | 12    | 6       | 5       | 1         | 15    | 11        | 1.364 | 573   | 528       | 1.085 |
| 3   | MKS Muszyna              | 9     | 6       | 2       | 4         | 13    | 12        | 1.083 | 530   | 509       | 1.041 |
| 4   | OK Röda stjärnan Belgrad | 1     | 6       | 0       | 6         | 4     | 18        | 0.222 | 393   | 535       | 0.735 |

## Tolftedelsfinal
Lottningen av slutspelet skedde den 13 januari 2012 i Luxemburg, ( Luxemburg), i närvaro av den verkställande kommittén för CEV. Vid detta tillfället utsågs Galatasaray SK  till värd för semifinalspelet och blev därigenom direktkvalificerade till semifinalen. Lagets plats i lottdragningen togs av den bästa trean, Gruppo Sportivo Oratorio Pallavolo Femminile Villa Cortese från grupp B.

### Match 1 - Resultat
| Datum    | Mellan                                                                     | Resultat | Set   | Set   | Set   | Set   | Set   | Poäng totalt | Speltid | Åskådare |
| Datum    | Mellan                                                                     | Resultat | 1     | 2     | 3     | 4     | 5     | Poäng totalt | Speltid | Åskådare |
| -------- | -------------------------------------------------------------------------- | -------- | ----- | ----- | ----- | ----- | ----- | ------------ | ------- | -------- |
| 16-01-13 | RC Cannes - Rabita Baku                                                    | 1 - 3    | 17:25 | 25:15 | 19:25 | 19:25 |       | 80 - 90      | 1h:42   | 3.000    |
| 16-01-13 | ZHVK Dinamo Moskva - ZHVK Dinamo Kazan                                     | 1 - 3    | 22:25 | 21:25 | 28:26 | 21:25 |       | 92 - 101     | 1h:55   | 2.850    |
| 16-01-13 | Trefl Sopot - Vakıfbank SK                                                 | 1 - 3    | 25:23 | 18:25 | 15:25 | 21:25 |       | 79 - 98      | 1h:41   | 2.500    |
| 16-01-13 | Schweriner SC - Futura Volley Busto Arsizio                                | 3 - 2    | 11:25 | 25:22 | 25:17 | 13:25 | 15:13 | 89 - 102     | 1h:53   | 1.800    |
| 16-01-13 | Azərreyl QVK - Lokomotiv Baku                                              | 3 - 0    | 25:20 | 25:21 | 25:22 |       |       | 75 - 63      | 1h:22   | 1.800    |
| 17-01-13 | Gruppo Sportivo Oratorio Pallavolo Femminile Villa Cortese - Eczacıbaşı SK | 1 - 3    | 23:25 | 25:21 | 29:31 | 17:25 |       | 94 - 102     | 1h:58   | 1.017    |

### Match 2 - Resultat
| Datum    | Mellan                                                                     | Resultat | Set   | Set   | Set   | Set   | Set   | Poäng totalt | Speltid | Åskådare |
| Datum    | Mellan                                                                     | Resultat | 1     | 2     | 3     | 4     | 5     | Poäng totalt | Speltid | Åskådare |
| -------- | -------------------------------------------------------------------------- | -------- | ----- | ----- | ----- | ----- | ----- | ------------ | ------- | -------- |
| 23-01-13 | ZHVK Dinamo Kazan - ZHVK Dinamo Moskva                                     | 3 - 2    | 29:27 | 25:16 | 16:25 | 21:25 | 15:13 | 106 - 106    | 2h:16   | 3.000    |
| 23-01-13 | Lokomotiv Baku - Azərreyl QVK                                              | 0 - 3    | 20:25 | 18:25 | 22:25 |       |       | 60 - 75      | 1h:21   | 2.700    |
| 24-01-13 | Rabita Baku - RC Cannes                                                    | 3 - 0    | 25:19 | 25:18 | 25:17 |       |       | 75 - 54      | 1h:17   | 2.500    |
| 24-01-13 | Eczacıbaşı SK - Gruppo Sportivo Oratorio Pallavolo Femminile Villa Cortese | 3 - 2    | 25:20 | 15:25 | 25:17 | 15:25 | 15:9  | 95 - 96      | 1h:54   | 1.200    |
| 24-01-13 | Vakıfbank SK - Trefl Sopot                                                 | 3 - 0    | 25:19 | 25:23 | 25:16 |       |       | 75 - 58      | 1h:13   | 1.555    |
| 24-01-13 | Futura Volley Busto Arsizio - Schweriner SC                                | 3 - 1    | 25:23 | 25:21 | 18:25 | 25:18 |       | 93 - 87      | 1h:54   | 2.205    |

### Kvalificerade lag
- Azərreyl QVK
- Rabita Baku
- Futura Volley Busto Arsizio[3]
- Eczacıbaşı SK
- Vakıfbank SK
- ZHVK Dinamo Kazan

## Spel om semifinalplatser

### Match 1 - Resultat
| Datum    | Mellan                                     | Resultat | Set   | Set   | Set   | Set   | Set  | Poäng totalt | Speltid | Åskådare |
| Datum    | Mellan                                     | Resultat | 1     | 2     | 3     | 4     | 5    | Poäng totalt | Speltid | Åskådare |
| -------- | ------------------------------------------ | -------- | ----- | ----- | ----- | ----- | ---- | ------------ | ------- | -------- |
| 05-02-13 | Futura Volley Busto Arsizio - Azərreyl QVK | 3 - 2    | 25:17 | 16:25 | 20:25 | 25:23 | 15:8 | 101 - 98     | 1h:57   | 2.597    |
| 07-02-13 | ZHVK Dinamo Kazan - Rabita Baku            | 1 - 3    | 19:25 | 25:23 | 20:25 | 21:25 |      | 85 - 98      | 1h:56   | 3.000    |
| 07-02-13 | Vakıfbank SK - Eczacıbaşı SK               | 3 - 1    | 25:23 | 23:25 | 25:17 | 25:15 |      | 98 - 80      | 1h:44   | 3.580    |

### Match 2 - Resultat
| Datum    | Mellan                                     | Resultat | Set   | Set   | Set   | Set   | Set | Poäng totalt | Speltid | Åskådare |
| Datum    | Mellan                                     | Resultat | 1     | 2     | 3     | 4     | 5   | Poäng totalt | Speltid | Åskådare |
| -------- | ------------------------------------------ | -------- | ----- | ----- | ----- | ----- | --- | ------------ | ------- | -------- |
| 13-02-13 | Azərreyl QVK - Futura Volley Busto Arsizio | 3 - 0    | 25:23 | 25:18 | 25:21 |       |     | 75 - 62      | 1h:45   | 2.000    |
| 14-02-13 | Rabita Baku - ZHVK Dinamo Kazan            | 3 - 1    | 25:18 | 25:14 | 19:25 | 25:20 |     | 94 - 77      | 1h:40   | 3.000    |
| 14-02-13 | Eczacıbaşı SK - Vakıfbank SK               | 1 - 3    | 19:25 | 25:22 | 16:25 | 26:28 |     | 86 - 100     | 1h:51   | 4.500    |

### Kvalificerade lag
- Rabita Baku
- Futura Volley Busto Arsizio[4]
- Galatasaray SK[5]
- Vakıfbank SK

## Final-four
Finalspelet genomfördes i Burhan Felek Spor Salonu, Istanbul ( Turkiet). Semifinalerna spelades 9 mars medan match om tredjepris och final spelades 10 mars.

### Spelschema
|  | Semifinaler                 | Semifinaler |             |              | Final                       | Final               |  |
|  |                             |             |             |              |                             |                     |  |
|  |                             |             |             |              |                             |                     |  |
|  | Galatasaray SK              | 0           |             |              |                             |                     |  |
|  | Galatasaray SK              | 0           |             |              |                             |                     |  |
|  | Vakıfbank SK                | 3           |             |              |                             |                     |  |
|  | Vakıfbank SK                | 3           |             | Vakıfbank SK | 3                           |                     |  |
|  |                             |             |             | Vakıfbank SK | 3                           |                     |  |
|  |                             |             | Rabita Baku | 0            |                             |                     |  |
|  | Rabita Baku                 | 3           | Rabita Baku | 0            |                             |                     |  |
|  | Rabita Baku                 | 3           |             |              |                             |                     |  |
|  | Futura Volley Busto Arsizio | 2           |             |              | Match om tredjepris         | Match om tredjepris |  |
|  | Futura Volley Busto Arsizio | 2           |             |              |                             |                     |  |
|  |                             |             |             |              |                             |                     |  |
|  |                             |             |             |              | Galatasaray SK              | 2                   |  |
|  |                             |             |             |              | Galatasaray SK              | 2                   |  |
|  |                             |             |             |              | Futura Volley Busto Arsizio | 3                   |  |
|  |                             |             |             |              | Futura Volley Busto Arsizio | 3                   |  |
|  |                             |             |             |              |                             |                     |  |
|  |                             |             |             |              |                             |                     |  |
|  |                             |             |             |              |                             |                     |  |

#### Resultat
| Datum    | Mellan                                       | Resultat | Set   | Set   | Set   | Set   | Set   | Poäng totali | Speltid | Antalet åskåadare |
| Datum    | Mellan                                       | Resultat | 1     | 2     | 3     | 4     | 5     | Poäng totali | Speltid | Antalet åskåadare |
| -------- | -------------------------------------------- | -------- | ----- | ----- | ----- | ----- | ----- | ------------ | ------- | ----------------- |
| 09-03-13 | Galatasaray SK - Vakıfbank SK                | 0 - 3    | 26:28 | 17:25 | 21:25 |       |       | 64 - 78      | 1h:25   | 6.500             |
| 09-03-13 | Rabita Baku - Futura Volley Busto Arsizio    | 3 - 2    | 25:14 | 25:16 | 27:29 | 19:25 | 15:6  | 111 - 90     | 2h:01   | 5.000             |
| 10-03-13 | Galatasaray SK - Futura Volley Busto Arsizio | 2 - 3    | 21:25 | 15:25 | 25:23 | 25:22 | 11:15 | 97 - 110     | 1h:59   | 4.000             |
| 10-03-13 | Vakıfbank SK - Rabita Baku                   | 3 - 0    | 25:17 | 25:20 | 25:23 |       |       | 75 - 60      | 1h:24   | 6.000             |

## Individuella utmärkelser
| Utmärkelse         | Namn               | Lag                         |
| ------------------ | ------------------ | --------------------------- |
| MVP                | Jovana Brakočević  | Vakıfbank SK                |
| Bästa poängvinnare | Madelaynne Montaño | Rabita Baku                 |
| Bästa anfallare    | Rosir Calderón     | Galatasaray SK              |
| Bästa blockare     | Nataša Krsmanović  | Rabita Baku                 |
| Bästa servare      | Maren Brinker      | Futura Volley Busto Arsizio |
| Bästa passare      | Naz Aydemir        | Vakıfbank SK                |
| Bästa mottagare    | Yūko Sano          | Galatasaray SK              |
| Bästa libero       | Gizem Güreşen      | Vakıfbank SK                |